# ماركوس آنفونغ
ماركوس آنفونغ (بالألمانية: Markus Anfang)‏ (12 يونيو 1974 بكولونيا في ألمانيا - ) هو لاعب كرة قدم ألماني في مركز الوسط. لعب مع إنيرجي كوتبوس وباير 04 ليفركوزن وشالكه 04 وفورتونا دوسلدورف ونادي تيرول إنسبروك ونادي دويسبورغ ونادي كايزرسلاوترن وواكر انسبروك ونادي واكر إنسبروك (2002) واينتراخت ترير 05 ‏.

## وصلات خارجية
- ماركوس آنفونغ على موقع قاعدة بيانات كرة القدم.إي يو (الإنجليزية)
- ماركوس آنفونغ على موقع بيانات كرة القدم. دي إي (الألمانية)
- ماركوس آنفونغ على موقع عالم كرة القدم.نت (الإنجليزية)